# Pierre-Jean Brouillaud
Pour les articles homonymes, voir Brouillaud.
Pierre-Jean Brouillaud, né le 25 juillet 1927 à Mouterre-Silly et mort le 2 septembre 2021 dans le 13e arrondissement de Paris,, est un écrivain français, qui s'est notamment illustré dans le fantastique et la science-fiction.

## Biographie
Avec Tellur, une courte dystopie mettant en scène l'opposition entre jeunes et vieux, il fait partie des quelques auteurs français à avoir été publié dans la prestigieuse collection Ailleurs et Demain, aux éditions Robert Laffont. Il a également publié un roman de littérature générale, quatre recueils de nouvelles, et environ soixante-dix nouvelles sur des supports divers (revues Andromède, Phénix, Miniature, Imagine, Khimaira...). Il a par ailleurs été président d'Infini, association promouvant les littératures imaginaires d'expression française, de 1987 à 1997.

## Œuvres
- 1965  : Les Aguets, roman de littérature générale, éd. Calmann-Lévy ;
- 1965  : La Cadrature, recueil de nouvelles fantastiques, éd. Calmann-Lévy ;
- 1969  : L'Angle droit, recueil de nouvelles fantastiques, éd. Calmann-Lévy ;
- 1975  : Tellur, roman de science-fiction (auquel sont adjointes deux nouvelles, « Audition » et « Les possibles »), éd. Robert Laffont ;
- 1996  : L'Œil de pierre, recueil de nouvelles fantastiques, éd. La Geste ;
- 1996  : Les Pirates et le peuple de corail, recueil de nouvelles fantastiques, éd. Encres Noires.
- 2023 : Cartes postales, recueil de poésie, Les Éditions du Panthéon

## Traduction
- 2003 : Faces : visages maquillés du carnaval de Venise, photographies de Sergio Zaccaron, textes de Renato Pestriniero, trad. de l'italien par Pierre-Jean Brouillaud